# Sous le signe du vaudou
Pour plus de détails, voir Fiche technique et Distribution.
Sous le signe du vaudou est un film béninois réalisé par Pascal Abikanlou et sorti en 1974. C'est le premier long-métrage du réalisateur, déjà auteur de documentaires, le premier long-métrage de fiction du Bénin et le premier film africain monté par Andrée Davanture.
D'abord sorti avec le titre Sous le signe du vodoun au titre de la république du Dahomey, il est rebaptisé en 1975 et sort alors sous le drapeau béninois.
En couleur, il a été tourné en 16 mm, puis gonflé en 35 mm.

## Synopsis
Un jeune homme, interprété par Gratien Zossou, néglige les offrandes rituelles aux divinités du vaudou et déclenche leur colère. Sa famille en subit les conséquences : maison brûlée, récoltes détruites. Il part en ville pour essayer de les aider, mais se trouve pris dans l'engrenage de la drogue. Cependant il fait la connaissance d'une jeune fille qui l'encourage à rentrer au village. Ils se marient dans la tradition vaudou et la malédiction est conjurée.

## Fiche technique
- Titre : Sous le signe du vaudou
- Réalisation : Pascal Abikanlou
- Scénario :
- Montage : Andrée Davanture
- Production : Pascal Abikanlou, Abiscal Films, ministère de la Coopération
- Pays :  Bénin, France
- Durée : 95 minutes
- Date de sortie  : 1974